# Osborne, Kansas
Osborne là một thành phố thuộc quận Osborne, tiểu bang Kansas, Hoa Kỳ. Năm 2010, dân số của xã này là 1431 người.

## Dân số
Dân số các năm:
- Năm 2000: 1607 người
- Năm 2010: 1431 người